# Tarquinia
Tarquinia, anteriormente Corneto y en la Antigüedad Tarquinii es un municipio de unos 16,000 habitantes de la provincia de Viterbo, Lacio, Italia; dista de la capital alrededor de 45 kilómetros.

## Geografía
Tarquinia, hasta el año 1872 Corneto, luego hasta el 1922 Corneto Tarquinia, se encuentra a 132 m s. n. m. sobre una colina dominante a la izquierda del curso inferior del río Marta, cerca de la Vía Aurelia, en la Maremma laziale. Es sede episcopal (diócesis de Civitavecchia y Tarquinia).

## Historia
Tarquinia (en latín, Tarquinii; en etrusco, Tarchnal o Tarch(u)na) , cuyo nombre derivaba del mítico Tarconte) fue uno de los más antiguos e importantes asentamientos de la dodecápolis etrusca. Se dice que ya era una ciudad floreciente cuando Demarato de Corinto llevó allí a sus trabajadores griegos.
Era la ciudad principal de Etruria y aparece en la temprana historia de Roma como el hogar de dos de sus reyes, Tarquinio Prisco y Tarquinio el Soberbio. Se dice que de ella derivaron muchos ritos y ceremonias de la antigua Roma, e incluso en la época imperial un collegium de sesenta arúspices seguía existiendo allí. Las gentes de Tarquinia y Veyes intentaron restaurar a Tarquinio el Soberbio en el trono después de haber sido expulsado.
En el año 358 a. C. los ciudadanos de Tarquinii capturaron y mataron a 307 soldados romanos; la guerra resultante acabó en 351 con una tregua de cuarenta años, renovada por un periodo similar en 308. Tarquinia cayó bajo el dominio romano en el año 281 a. C.)., desconociéndose cuándo se convirtió en un municipio; en 181 a. C. su puerto, Graviscae (mod. Porto Clementino), en una insalubre posición en la costa baja, se convirtió en colonia romana. Exportaba vino y explotaba pesquerías de coral. No se tienen muchas noticias de ella en época romana; queda en las colinas por encima de la carretera costera. Los autores clásicos mencionan el lino y los bosques de su extenso territorio, y encontramos con que Tarquinia ofreció proporcionar a Escipión loneta para velas en el año 195 a. C. Un obispo de Tarquinia es mencionado en 456.

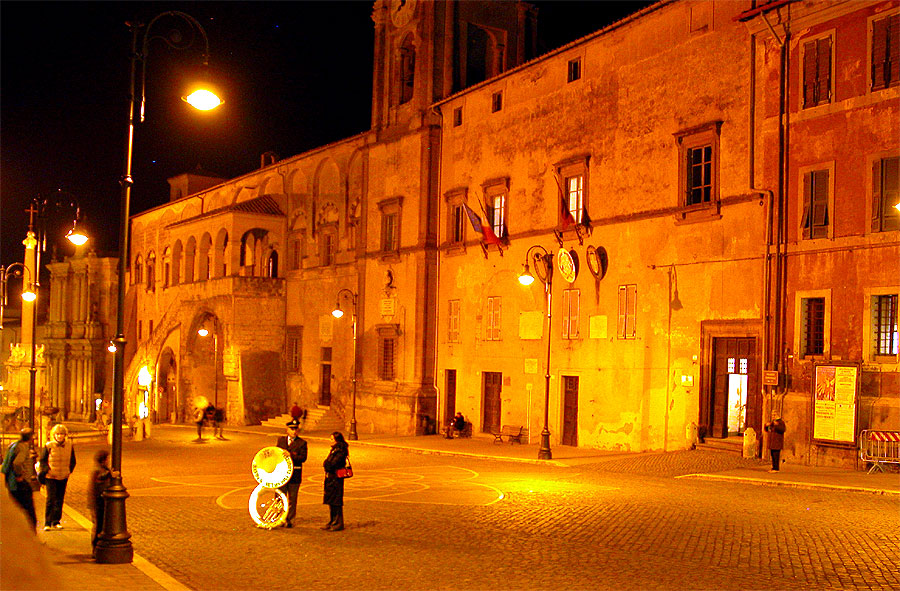
Vista nocturna de Tarquinia con el Palazzo Comunale (Ayuntamiento).

El lugar originario de la ciudad etrusca de Tarquinia, conocido como la «Civita», se encuentra sobre una meseta alargada al norte de la ciudad actual. Las dos coexistieron durante la mayor parte de la Alta Edad Media, con Tarquinia empequeñeciendo hasta ser un pequeño asentamiento fortificado sobre el lugar de la «Castellina», y Corneto, mejor situado estratégicamente (posiblemente el «Corito» que mencionan las fuentes romanas) para crecer progresivamente hasta convertirse en la ciudad principal de la costa de la Maremma inferior, especialmente después de la destrucción del puerto de Centumcellae (moderna Civitavecchia). Las últimas referencias históricas de Tarquinia datan de alrededor del año 1250.
Su diócesis, que se remonta al siglo V, fue unida en el año 1854 a la de Civitavecchia. El nombre de Corneto fue cambiado por el de Tarquinia en 1934. Volver a nombres de lugares históricos (no siempre de una forma precisa), fue un fenómeno frecuente bajo el gobierno fascista de Italia como parte de la campaña nacionalista para evocar pasadas glorias. En esta misma época anterior a la Segunda Guerra Mundial se convirtió en sede de la escuela de paracaidismo.

## Evolución demográfica
| Gráfica de evolución demográfica de Tarquinia entre 1861 y 2001 |
|                                                                 |
| Fuente ISTAT - elaboración gráfica de Wikipedia                 |

## Patrimonio

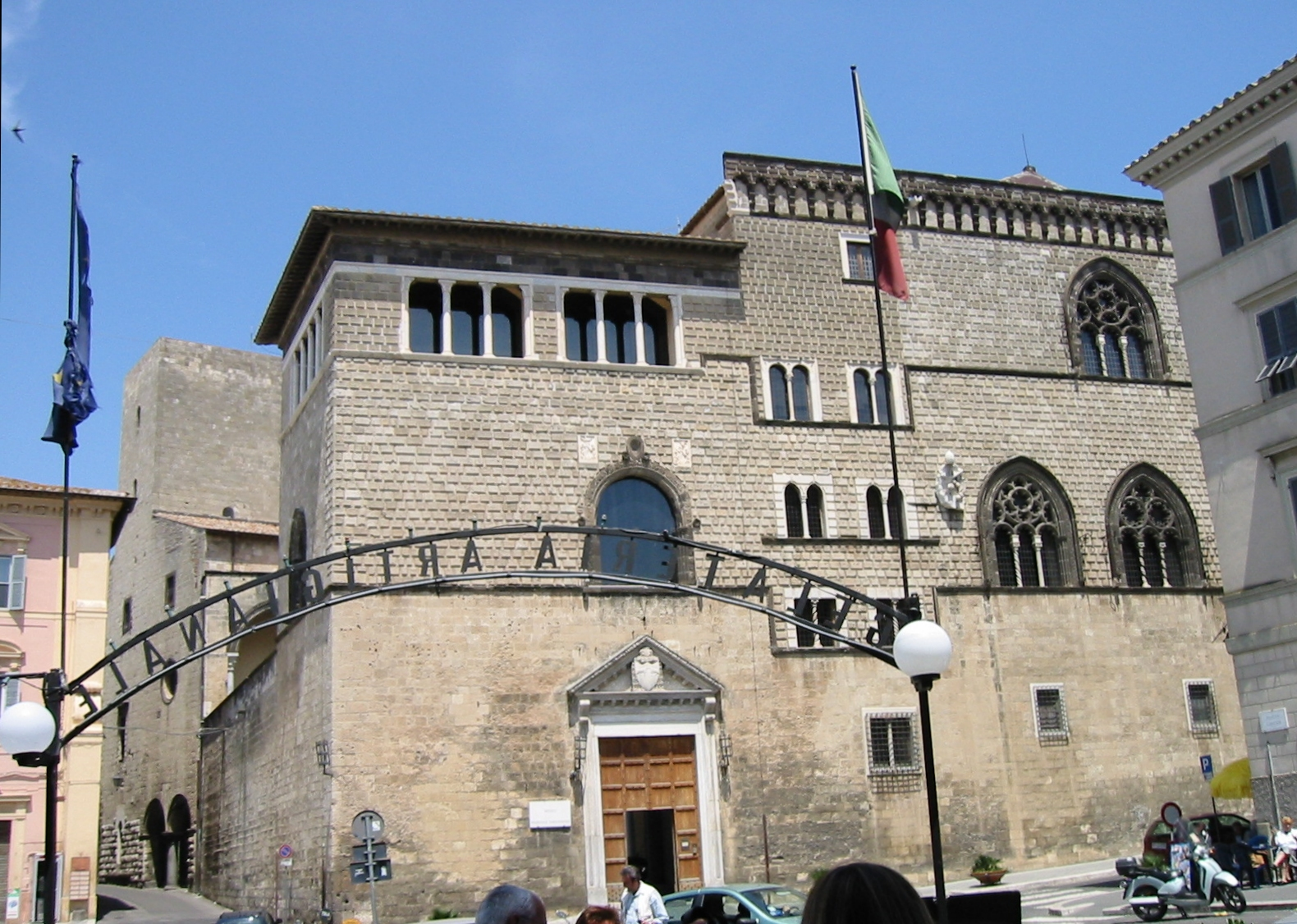
El Palacio Vitelleschi, sede del Museo Nacional de Tarquinia.

- Las necrópolis etruscas, con cerca de 6.000 tumbas, 60 de las cuales incluyen pinturas murales. La necrópolis etrusca de Monterozzi, en Tarquinia, está inventariada dentro del Patrimonio Mundial con número de identificación 1158-002.
- El Museo Nacional, con una gran colección de hallazgos arqueológicos. Tiene su sede en el renacentista Palazzo Vitelleschi, comenzado en 1436 y acabado alrededor de 1480-1490.

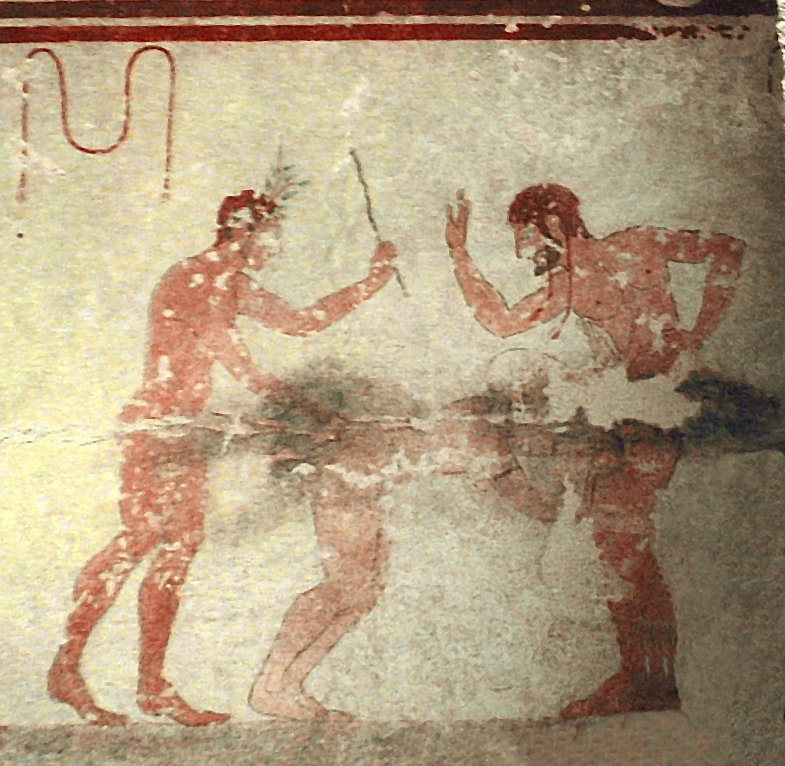
Tomba della Fustigazione (Tumba de la fustigación), un enterramiento etrusco. Finales del dos hombres son retratados flagelando a una mujer con un bastón y la mano, en un contexto erótico.

- Iglesia de Santa Maria di Castello (1121-1208), con influencias lombardas y cosmatescas. La fachada tiene un pequeño campanario y tres entradas. El interior tiene una nave central y dos laterales, divididos por pilastras macizas con frisos y capiteles paleocristianos. Son destacables el rosetón en la nave y varias obras de mármol de maestros romanos.
- La Catedral, en el pasado de estilo románico-gótico, pero reconstruida después del incendio de 1643, ha conservado del edificio original los frescos del siglo XVI en el presbiterio, de Antonio del Massaro.
- Iglesia de San Giacomo y Santissima Annunziata, mostrando diferentes influencias árabes y bizantinas.
- La pequeña iglesia de San Martino (siglo XII).
- La iglesia de San Juan Bautista (siglo XII), con un elegante rosetón en la sencilla fachada.
- El Palacio Comunal, en estilo románico, comenzado en el siglo XIII y restaurado en el XVI.
- Las numerosas torres medievales, incluyendo la de Dante Alighieri.
- El Palazzo dei Priori. La fachada, reconstruida en época barroca, tiene una enorme escalera exterior. El interior tiene un ciclo de frescos del año 1429.
- La iglesia románico-gótica de San Pancrazio.

## Economía
Dentro del sector agrícola se producen en el territorio cereales y hortalizas y se practica la ganadería. También está desarrollado el sector turístico, gracias a los conspicuos restos de la ciudad etrusca. Sobre la costa se encuentra además el lugar balneario de Lido di Tarquinia.

## Ciudades hermanadas
- - Jaruco, Cuba
- - Rabat, Malta

## Transportes
La ciudad está servida por una estación de ferrocarril en la línea Pisa - Roma, pero no se encuentra ubicada en el centro urbano. 